# سنديان شبه منشاري
سنديان شبه منشاري (الاسم العلمي: Quercus semiserrata) هو نوع من الأشجار الآسيوية من فصيلة الزانية.توجد في شمال شرق الهند وبنغلاديش وميانمار وتايلاند ويوننان والتبت.
هي شجرة صغيرة يصل ارتفاعها إلى 10 أمتار. الأوراق يمكن أن تكون بطول 7 سم.